# Carmen Laforet
Carmen Laforet (Barcelona, 6 september 1921 – Majadahonda, 28 februari 2004) was een Spaanse schrijfster.

## Leven en werk

### Afkomst en opleiding
Toen ze twee jaar oud was verhuisde haar familie naar de Canarische Eilanden waar ze haar kindertijd en haar jeugd doorbracht. Ze keerde terug naar het Spaanse vasteland om filosofie en rechten te studeren in haar geboortestad en in Madrid. In Madrid gaf ze haar studies op. Ze zou er een groot deel van haar leven blijven wonen.

### Succesvol debuut
Laforet was amper 23 jaar toen ze haar eerste roman Nada uitbracht. Ze verscheen als een komeet aan het Spaanse literaire firmament. Het boek genoot veel bijval en werd bekroond met de allereerste Premio Nadal, een belangrijke literaire prijs die in 1944 in het leven geroepen werd. De roman speelt zich af in Barcelona, in het naoorlogse Spanje van Franco. Een jonge levenslustige vrouw gaat er studeren en trekt bij familieleden in in een duister en beklemmend huis dat vol obsessies en geheimen steekt. Ze is vast van plan te proeven van de volheid van het leven maar beleeft de confrontatie tussen haar illusies en jeugdidealen en de middelmatigheid van de werkelijkheid, een thematiek waarrond de meeste werken van Laforet zouden draaien. Nada groeide uit tot een klassieker van de Spaanse literatuur van de 20e eeuw. De roman werd al in 1947 verfilmd door de Madrileense cineast Edgar Neville.

### Ander werk
Zeven jaar later verscheen La Isla y los demonios, haar tweede roman. Daarna begon ze regelmatiger te publiceren. Vanaf het begin van de jaren zeventig bracht ze slechts met mondjesmaat nog nieuw werk uit.

### Privéleven
In 1948 huwde ze met de criticus Manuel Cerezales met wie ze vijf kinderen had.
Carmen Laforet leed aan de ziekte van Alzheimer en stierf in 2004 op 82-jarige leeftijd.

## Werken
- Nada (1945) (roman)
- La isla y los demonios (1952) (roman)
- El piano (1952) (roman)
- Un noviazgo (1953) (novelle)
- El viaje divertido (1954) (novelle)
- La niña (1954) (novelle)
- Los emplazados (1954) (novelle)
- La llamada (1954) (verhalen)
- La mujer nueva (1955) (roman)
- Un matrimonio (1956) (roman)
- Gran Canaria (1961) (essay)
- La insolación (1963) (roman)
- Paralelo 35 (1967) (reisverhalen)
- La niña y otros relatos (1970) (verhalen)
- Artículos literarios (1977)
- Mi primer viaje a USA (1981) (essay)
- Rosamunda, verschenen in Cuentos de este siglo (Encinar, Ángeles (ed.), Barcelona, 1995)
- Al colegio. Cuento, verschenen in Madres e hijas ( Freixas, Laura (ed.), Barcelona, 1996)
- Al volver la esquina (2004) (postume roman, vervolg van La insolación)
- Carta a don Juan (2007) (compilatie van kortverhalen)
- Romeo y Julieta II (2008) (compilatie van liefdesverhalen)

- Bibsys: 90122173
- Biblioteca Nacional de Chile: 000107891
- Biblioteca Nacional de España: XX950265
- Bibliothèque nationale de France: cb12333991x (data)
- Catàleg d'autoritats de noms i títols de Catalunya: 981058523726706706
- CiNii: DA05599176
- Gemeinsame Normdatei: 118778447
- International Standard Name Identifier: 0000 0001 2125 2934
- Library of Congress Control Number: n79021307
- Bibliotheek van het Japanse parlement: 00523526
- Nationale Bibliotheek van Tsjechië: jn20000603634
- Nationale bibliotheek van Australië: 35287842
- Nationale Bibliotheek van Israël: 987007276532505171
- Nationale Bibliotheek van Polen: a0000002660872
- Nationale en Universitaire bibliotheek Zagreb: 000430384
- Nederlandse Thesaurus van Auteursnamen: 070878404
- Réseau des bibliothèques de Suisse occidentale: 02-A003488933
- Istituto Centrale per il Catalogo Unico: SBLV048433
- LIBRIS: 222451
- Système universitaire de documentation: 032279795
- Trove: 898549
- Virtual International Authority File: 27138081
- WorldCat: E39PBJgt7fRV3QymmjmfhHKcfq

1. ↑  https://nuestrotiempo.unav.edu/es/grandes-temas/la-chica-de-la-calle-aribau.
2. ↑  Diccionario biográfico español; Diccionario biográfico español-identificatiecode: 11533/carmen-laforet-diaz.